# Louis Manguine
Louis Manguine, né le 25 août 1905 à Houplines (Nord) et mort le 30 novembre 1982 à Toulon, est un syndicaliste et militant communiste français.

## Biographie
Louis Manguine est issu d'une famille de petits fonctionnaires, « sympathisants communistes ».
Il passe son certificat d'études primaires, apprend le métier de ferblantier dans une École pratique de commerce et d’industrie, travaille comme soudeur autogène à la Compagnie transatlantique à Marseille, chaudronnier en cuivre, puis dessinateur industriel.
Il adhère à la Confédération générale du travail unitaire (CGTU) dès sa fondation et milite au syndicat des métaux de Marseille. Installé à Paris en 1924, il est embauché à la TCRP. Il adhère aux Jeunesses communistes en 1927, puis au Parti communiste l'année suivante.
Revenu dans le Nord, il devient secrétaire du syndicat des métaux en 1931.
En septembre 1938, il épouse Martha Desrumaux, syndicaliste et militante du PCF, de huit ans son aînée. Ils s'étaient rencontrés à Moscou au début de la décennie, tous les deux étudiant à l'École internationale Lénine. Elle prend davantage de responsabilités politiques que lui. En 1937 naît leur fils, aussi prénommé Louis.
Prisonnier en Allemagne durant la guerre, il renoue avec ses activités politiques et syndicales à son retour en France en 1945. Il est membre du comité fédéral du Nord du Parti communiste, conseiller municipal de Lille de 1947 à 1959, membre du comité exécutif de la Fédération des métaux, secrétaire général de l'UD-CGT du Nord de 1950 à 1966. 1950 correspond à l'année où sa femme, Martha Desrumaux, avait dû abandonner ses responsabilités dans cette organisation, étant malade.
Il meurt le 30 novembre 1982, le même jour que son épouse, âgé de 77 ans. Le couple est enterré dans le cimetière d'Évenos (Var), où ils s'étaient retirés à la fin de leur vie.